# 龚子同
龚子同（1931年—），男，江苏海门人，中国土壤学家，曾任中国科学院南京土壤研究所研究员、博士生导师。